# George Kingsley Zipf
George Kingsley Zipf (7. januar 1901 - 25. september 1950) var en amerikansk lingvist og filolog, der studerede statistiske forekomster i forskellige sprog.
Zipf blev uddannet på Harvard University, hvor han tog bachelor-, master- og doktorgrad; undervejs studerede han også på universiteterne i Bonn og Berlin. Han var leder af tysk-fakultetet på Harvard, men studerede desuden kinesisk og demografi. Meget af hans forskning kan forklare egenskaber ved Internettet, fordeling af indkomster i et land samt mange andre samlinger af data.
Han har givet navn til Zipfs lov, hvormed han i første omgang påviste, at mens kun få ord bruges ofte i et sprog, så anvendes mange eller de fleste kun sjældent. Senere generaliserede han loven til andre discipliner, og specielt påviste han nytten af den til sige noget om indkomstfordelingen inden for en befolkningsgruppe.